# نبرد قهرمانان (۲۰۱۹)
نبرد قهرمانان (۲۰۱۹) (به انگلیسی: (2019) Clash of Champions) یک رویداد غیر رایگان (Pay-Per-View) در کشتی حرفه‌ای می‌باشد که توسط کمپانی دبلیودبلیوئی برای برندهای راو و اسمک‌داون تهیه می‌شود و این دوره‌اش در ۱۵ سپتامبر ۲۰۱۹ در مجموعه ورزشی اسپکتروم ارینا شهر شارلوت ایالت کارولینای شمالی برگزار شد. این سومین رویداد با نام نبرد قهرمانان بود. همه قهرمانان باید در نبرد قهرمانان از کمربند خود در دفاع کنند.

## زمینه‌سازی
نبرد قهرمانان شامل مسابقاتی بین دشمن های موجود در دبلیو دبلیو ای است. این دشمنی ها با توجه ماجراهای پیش آمده در برنامه‌های راو و اسمک داون بوجود می اید.با توجه به اتفاقاتی که بین کشتی گیر رخ می دهد، تنش ها به حداکثر می رسد و در این اثنا کشتی گیر ها نقش منفی یا مثبت می گیرند و سرانجام در این رویداد به رقابت می پردازند.

## نتایج
| #                                                                                                 | نتایج                                                                                        | نوع مسابقه                                                | مدت زمان |
| ------------------------------------------------------------------------------------------------- | -------------------------------------------------------------------------------------------- | --------------------------------------------------------- | -------- |
| ۱پ                                                                                                | درو گولاک (c) پیروز مقابل هومبرتو کاریو مقابل لینس دورادو                                    | مسابقه تریپل ترت برای قهرمانی کمربند میان‌وزن دبلیودبلیوئی | ۱۰:۰۵    |
| ۲پ                                                                                                | ای‌جی‌استایلز (c) پیروز مقابل سدریک الکساندر                                                   | مسابقه تک نفره برای قهرمانی کمربند ایالات متحده           | ۴:۵۵     |
| ۳                                                                                                 | رابرت رود و دالف زیگلر پیروز مقابل سث رالینز و براون استرومن (c)                             | مسابقه تگ تیم برای قهرمانی کمربندهای تگ تیم راو           | ۹:۴۰     |
| ۴                                                                                                 | بِیلی (c) پیروز مقابل شارلوت فلر                                                              | مسابقه تک نفره برای قهرمانی کمربند زنان اسمک‌داون          | ۳:۴۵     |
| ۵                                                                                                 | د ریوایوال (اسکات داوسون و دش وایلدر) پیروز مقابل د نو دی (بیگ ای و زیویر وودز) (c) با تسلیم | مسابقه تگ تیم برای قهرمانی کمربندهای تگ تیم اسمک‌داون      | ۱۰:۱۵    |
| ۶                                                                                                 | الکسا بلیس و نیکی کراس (c) پیروز مقابل مندی رز و سونیا دِویل                                  | مسابقه تگ تیم برای قهرمانی کمربندهای تگ تیم زنان          | ۹:۰۵     |
| ۷                                                                                                 | شینسکه ناکامورا (c) (با همراهی سمی زین) پیروز مقابل د میز                                    | مسابقه تک نفره برای قهرمانی کمربند بین قاره‌ای             | ۹:۳۵     |
| ۸                                                                                                 | ساشا بنکس پیروز مقابل بکی لینچ (c) با سلب صلاحیت                                             | مسابقه تک نفره برای قهرمانی کمربند زنان راو               | ۲۰:۰۰    |
| ۹                                                                                                 | کوفی کینگستون (c) پیروز مقابل رندی اورتن                                                     | مسابقه تک نفره برای قهرمانی کمربند دبلیودبلیوئی           | ۲۰:۵۰    |
| ۱۰                                                                                                | اریک روئن پیروز مقابل رومن رینز                                                              | مسابقه بدون رد صلاحیت                                     | ۱۷:۲۵    |
| ۱۱                                                                                                | سث رالینز (c) پیروز مقابل براون استرومن                                                      | مسابقه تک نفره برای قهرمانی کمربند یونیورسال دبلیودبلیوئی | ۱۱:۰۰    |
| - (c) – نشان‌دهنده قهرمان(هایی) است که به میدان می‌روند - پ – نشان‌دهنده این است که مسابقه در پری–شو |                                                                                              |                                                           |          |

قرار بود مسابقه پایانی کینگ آو دِ رینگ در این رویداد برگزار شود ولی برنامه آن تغییر کرد و قرار شد در راو ۱۶ سپتامبر یعنی پس از نبرد قهرمانان برگزار شود.